# Coupe de Chamonix 1911

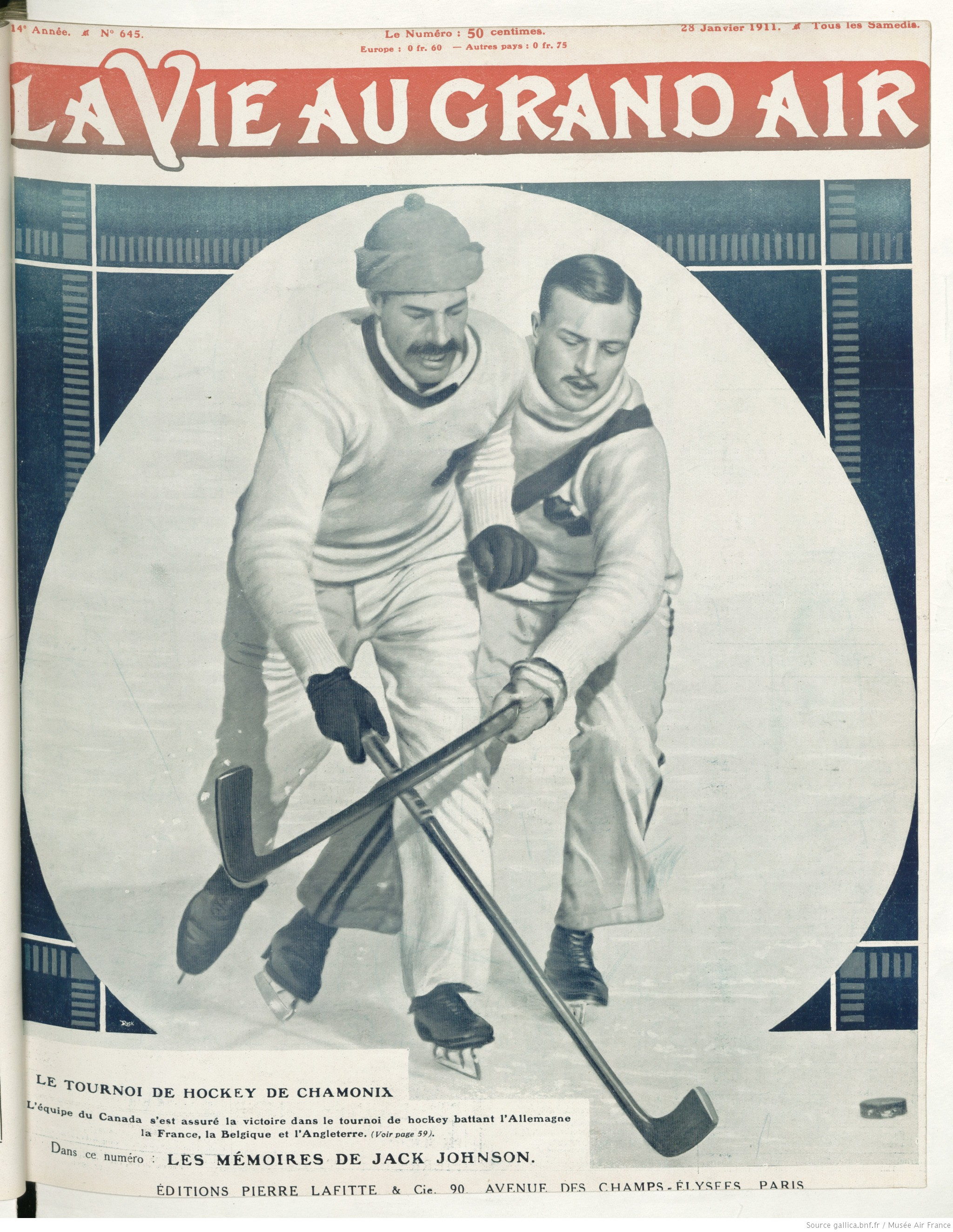
„La Vie au grand air“ (Ausgabe 645) vom 28. Januar 1911 – ein englischer und ein belgischer Spieler im Zweikampf

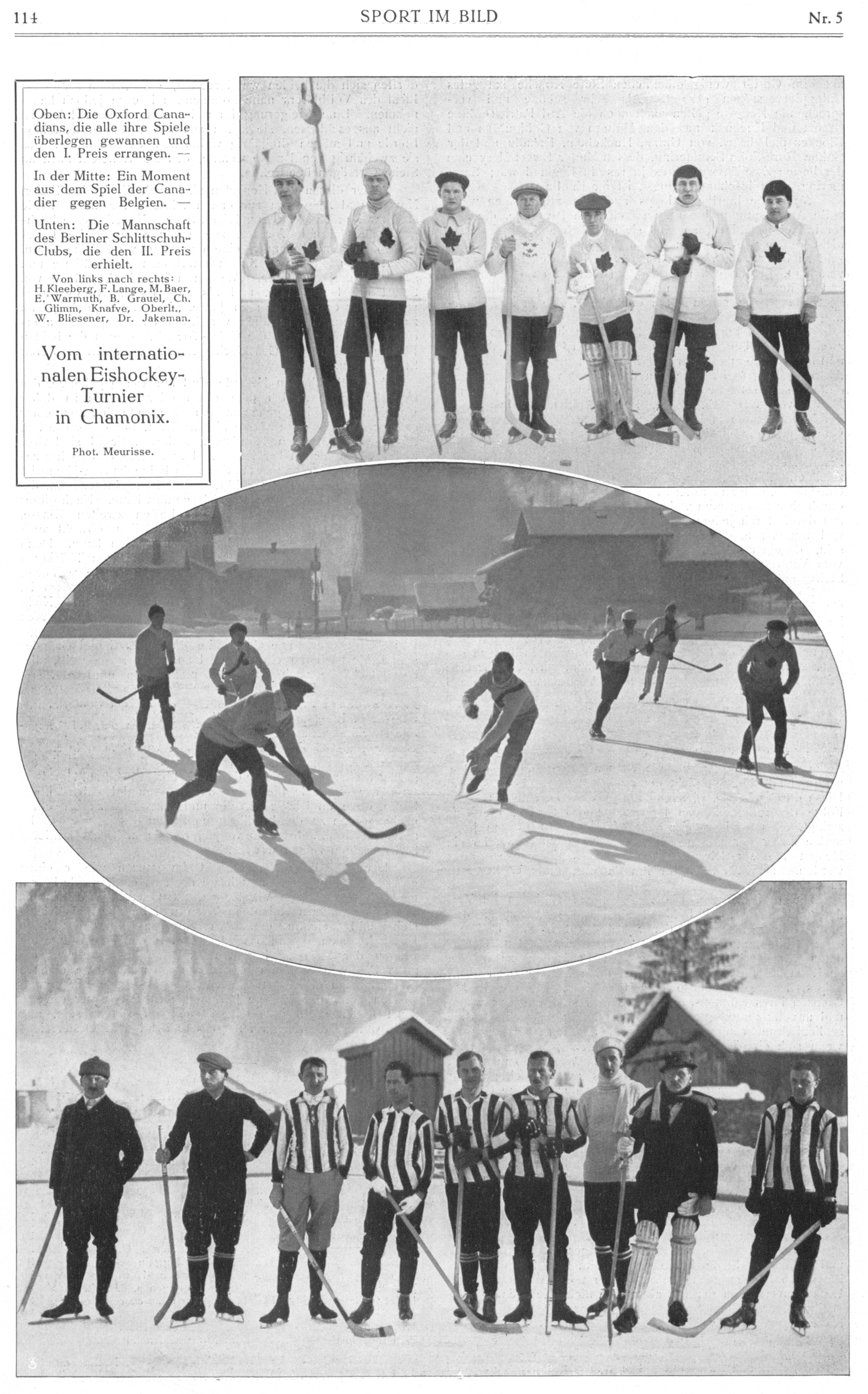
Mannschaften des Coupe de Chamonix

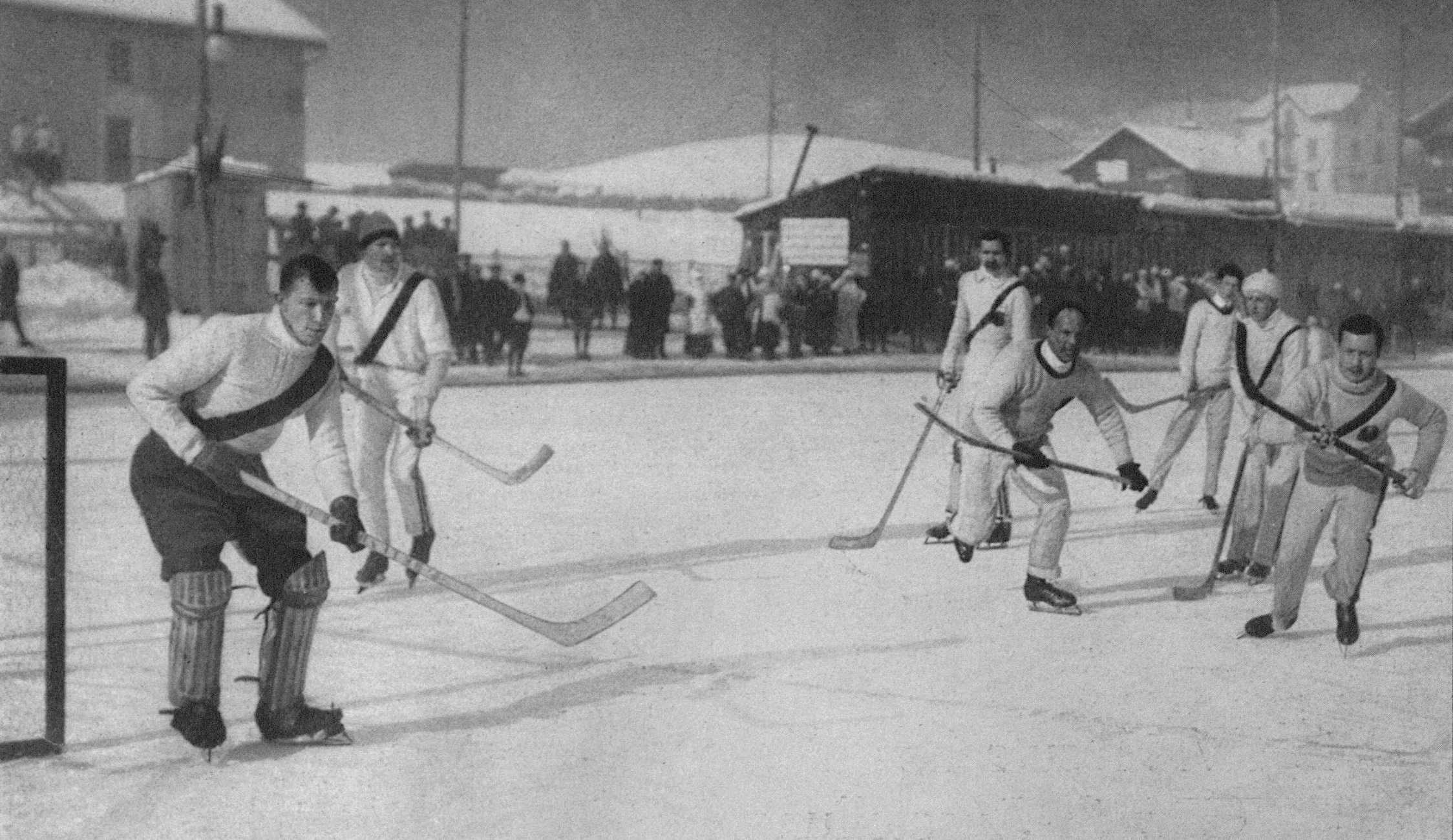
Princes IHC (in weißen Trikots) gegen die belgische Mannschaft (schwarze Schärpe)

Das dritte  Eishockeyturnier um den Coupe de Chamonix  fand vom 16. bis 19. Januar 1911 in Chamonix, Frankreich statt. Teilnehmer waren fünf Eishockeyclubs aus Belgien, dem Deutschen Reich, Kanada, Frankreich und dem Vereinigten Königreich. Die Oxford Canadians gewann das Turnier mit einer Bilanz von 4 Siegen aus ebenso vielen Spielen.

## Turnier

### Spiele
| 16. Januar 1911 | Berliner Schlittschuhclub Werner Glimm Franz Lange (3) Harry Jakeman (4) | 8:2 (5:1, 3:1) Spielbericht | Brussels Ice Hockey Club Étienne Coupez (2) | Chamonix |

| 16. Januar 1911 | Oxford Canadians | 11:1 (7:0, 4:1) | Princes Ice Hockey Club | Chamonix |

| 17. Januar 1911 | Oxford Canadians | 10:0 (4:0, 6:0) | Brussels Ice Hockey Club | Chamonix |

| 17. Januar 1911 | Berliner Schlittschuhclub | 9:2 (7:2, 2:0) | Princes Ice Hockey Club | Chamonix |

| 17. Januar 1911 | Club des Patineurs de Paris Alfred de Rauch Robert Lacroix | 2:4 (0:3, 2:1) Spielbericht | Oxford Canadians | Chamonix |

| 18. Januar 1911 | Brussels Ice Hockey Club | 8:1 (3:0, 5:1) | Princes Ice Hockey Club | Chamonix |

| 18. Januar 1911 | Oxford Canadians | 17:0 (11:0, 6:0) | Berliner Schlittschuhclub | Chamonix |

| 18. Januar 1911 | Club des Patineurs de Paris | Wertung | Princes Ice Hockey Club | Chamonix |

| 19. Januar 1911 | Berliner Schlittschuhclub | 3:1 (2:0, 1:1) | Club des Patineurs de Paris | Chamonix |

| 19. Januar 1911 | Club des Patineurs de Paris Pierre Daniel-Blayn Alfred de Rauch Robert Lacroix Raymond Mézières Robert Lacroix Raymond Mézières | 7:1 (1:1, 6:0) Spielbericht | Brussels Ice Hockey Club Étienne Coupez | Chamonix |

### Abschlusstabelle
| Pl. |                             | Sp | S | U | N | Tore  | Punkte |
| 1.  | Oxford Canadians            | 4  | 4 | 0 | 0 | 42:3  | 8:0    |
| 2.  | Berliner Schlittschuhclub   | 4  | 3 | 0 | 1 | 20:22 | 6:2    |
| 3.  | Club des Patineurs de Paris | 4  | 2 | 0 | 2 | 10:8  | 4:4    |
| 4.  | Brussels Ice Hockey Club    | 4  | 1 | 0 | 3 | 11:26 | 2:6    |
| 5.  | Princes Ice Hockey Club     | 4  | 0 | 0 | 4 | 4:28  | 0:8    |

## Mannschaften
- Berliner Schlittschuhclub[1]
  - H. Kleeberg, Franz Lange, M. Baer, Erich Warmuth, Bruno Grauel, Ch. Grimm, Knafve, Willi Bliesener, Harry Jakeman